# Coenotephria petri
Coenotephria petri là một loài bướm đêm trong họ Geometridae.